# George Burford
George Henry Burford (ur. 28 grudnia 1875 w Kidderminster w hrabstwie Worcestershire, zm. 1931 w Brockton w Massachusetts) – angielski trener piłki nożnej.
W dziejach polskiego futbolu zapisał się jako pierwszy w historii trener Polonii Warszawa (1921), zdobywającej wówczas wicemistrzostwo Polski. Do Polski trafił jednak wcześniej i wiosną 1920 r. powierzono mu obowiązki selekcjonera męskiej reprezentacji na turniej piłkarski Letnich Igrzysk Olimpijskich w Antwerpii w 1920 r. Udział polskiej kadry w tej imprezie pokrzyżowała jednak postępująca coraz bardziej agresja bolszewicka na ziemie polskie, dlatego 12 lipca 1920 władze Komitetu Udziału Polski w Igrzyskach Olimpijskich podjęły decyzję o rezygnacji ze startu w Igrzyskach VII Olimpiady. W związku tym reprezentację piłkarską ominął - zaplanowany na 28 sierpnia 1920 - mecz I rundy turnieju olimpijskiego.
W późniejszym okresie dwukrotnie był drugim trenerem piłkarskiej reprezentacji Stanów Zjednoczonych – najpierw w latach 1924–1925 oraz ponownie w 1928 r., podczas Letnich Igrzysk Olimpijskich w Amsterdamie, na których Amerykanie ponieśli klęskę w meczu z Argentyną, przegrywając 11:2.